# フラインスハイム
フラインスハイム (独: Freinsheim)はドイツ連邦共和国 ラインラント＝プファルツ州バート・デュルクハイム郡にある、人口約5000人の市。郡内に細かく分かれて存在している。フラインスハイム連合自治体 (独: Verbandsgemeinde Freinsheim) の行政庁所在地である。

## 姉妹都市
フラインスハイムは以下の都市と姉妹都市である。
- - マルシニー(Marcigny) （フランス ）
- - ブットシュテット(Buttstädt) （テューリンゲン州 ）